# 馬克·威爾遜 (蘇格蘭足球運動員)
馬克·威爾遜'（1984年5月6日—）是一位蘇格蘭足球運動員。在場上主要司職右後衛。

## 外部連結
- Mark Wilson Celtic FC
- 足球数据库：馬克·威爾遜的球员统计数据